# ザールバーン
ザールバーン（ドイツ語: Saarbahn）は、ドイツとフランスを結ぶ路面電車（トラムトレイン）。ザールブリュッケンを経由し、サルグミーヌを始めとする近隣都市を経由する。2022年現在は路線バスやスクールバスと共にザールバーン・ネッツ有限会社（Saarbahn Netz GmbH）が施設や車両を所有し、ザールバーン有限会社（Saarbahn GmbH）によって列車の運営が行われている。

## 歴史
ドイツの都市・ザールブリュッケンには、かつてスチームトラム路線を転換した路面電車（ザールブリュッケン市電）が存在し、二度の世界大戦を乗り越え多くの乗客に利用されたが、第二次世界大戦後はモータリーゼーションの影響に伴う交通量の増加の結果、運行に支障をきたす状態となった。それを受け、戦後に導入されたトロリーバス（ザールブリュッケン・トロリーバス）と共に全区間を路線バスへ置き換えることが決定し、1965年までに全区間が廃止された。
その後、ザールブリュッケン市内における公共交通機関の主力となった路線バスは自家用車の増加に伴う利用客の減少に見舞われたが、1980年代以降は運賃の変更や系統の再編、ノンステップバスの導入などの施策が功を奏し、需要が大幅に増加した。だが、その結果路線バスのみでは増え続ける乗客に対応しきれない状態となり、更に市内中心部の道路が歩行者専用道路に転換された事で公共交通機関の見直しが迫られるようになった。そこで提案されたのが、ドイツ鉄道やフランス国鉄の線路を活用し、ザールブリュッケン市内と近隣都市を結ぶトラムトレインであった。
1992年にプロジェクトが始動し、フランスのサルグミーヌを含む近隣都市を結ぶ路線が決定した後、1995年6月からザールブリュッケン市内の併用軌道の建設が実施された。そして1997年10月24日、最初の路線となるサルグミーヌ - ザールブリュッケン - ルードヴィヒシュトラーセ（Ludwigstraße）間、全長19 kmの区間が営業運転を開始した。初年度の利用客は4,090万人を記録している。
以降は順次ドイツ側の路線の延伸が続き、その過程では新規の橋梁の建設やドイツ鉄道の線路の改修、電化といった大規模な工事も行われた。そして2014年10月5日のレーバッハへ向かう区間の延伸をもって、2022年現在における全区間が開通している。

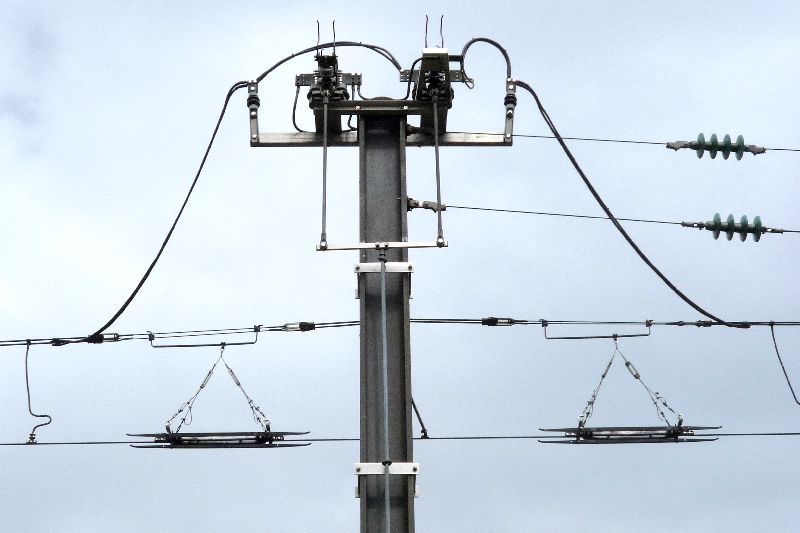
ブレバッハ（Brebach）に存在するデッドセクション 左側：直流750V、右側：非通電（2012年撮影）
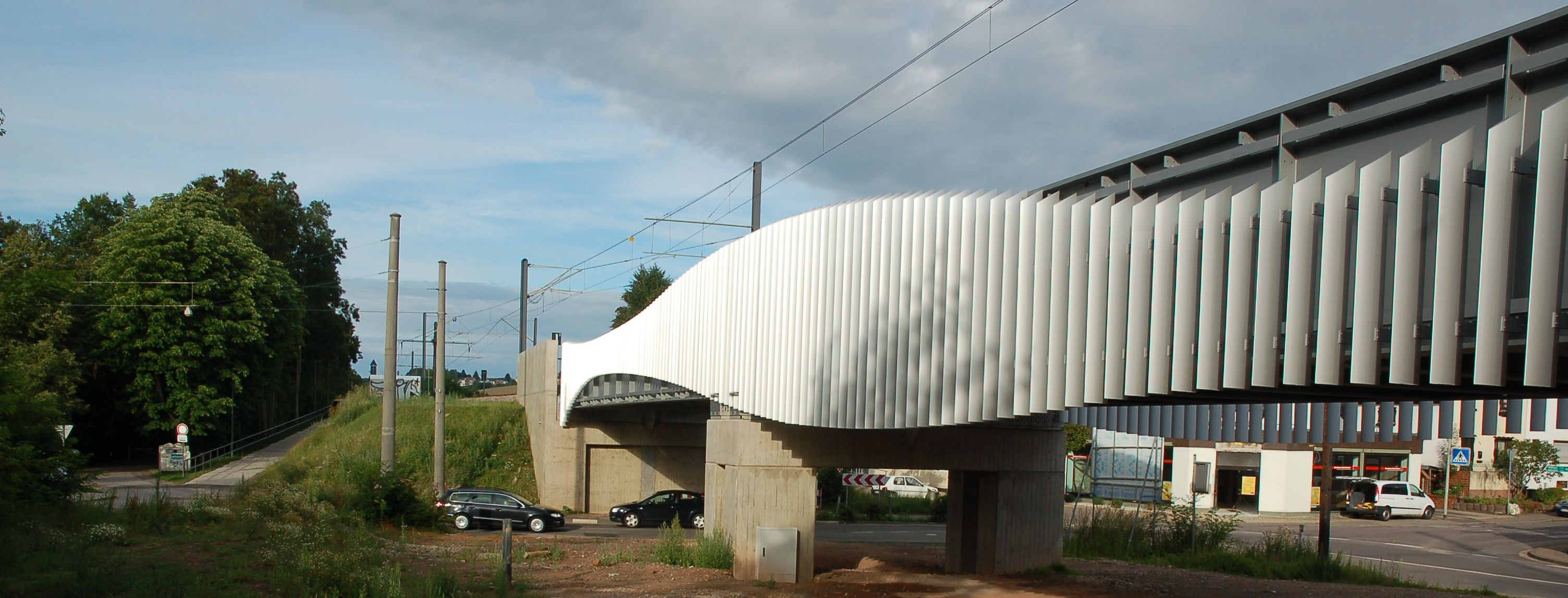
建て替えが実施された橋梁（2011年撮影）

## 運用

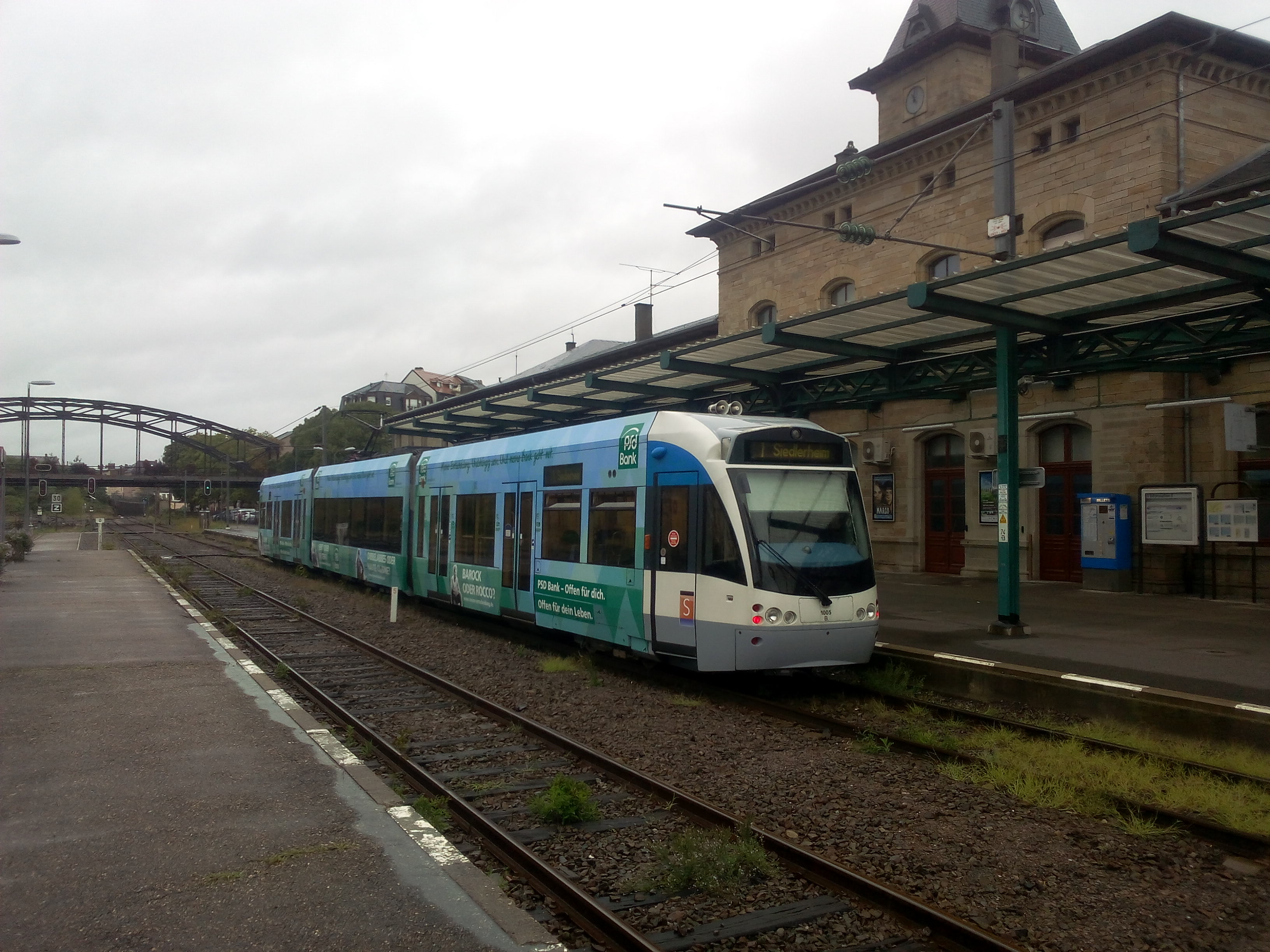
Sarreguemines駅（2015年撮影）

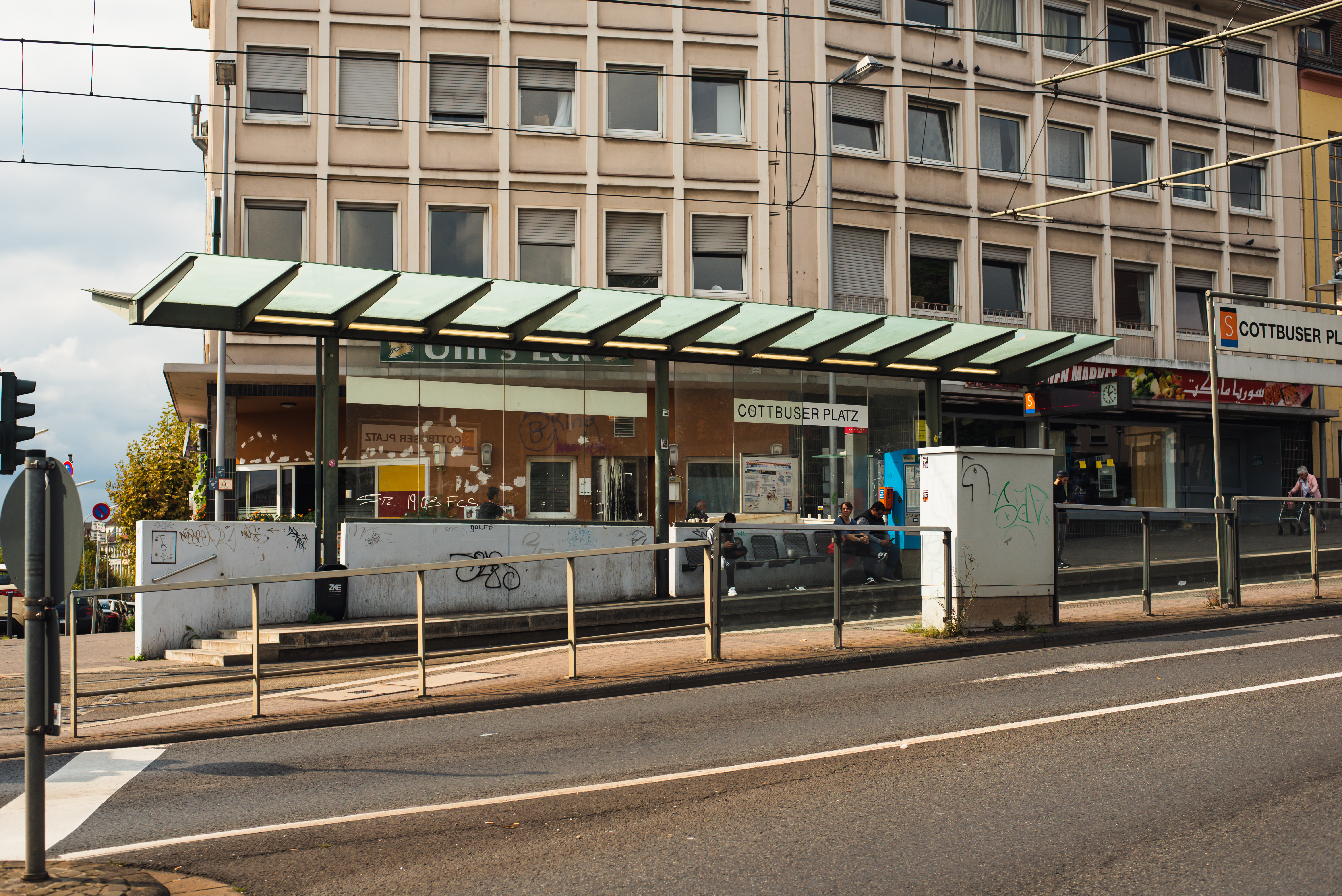
Cottbuser Platz電停（2019年撮影）

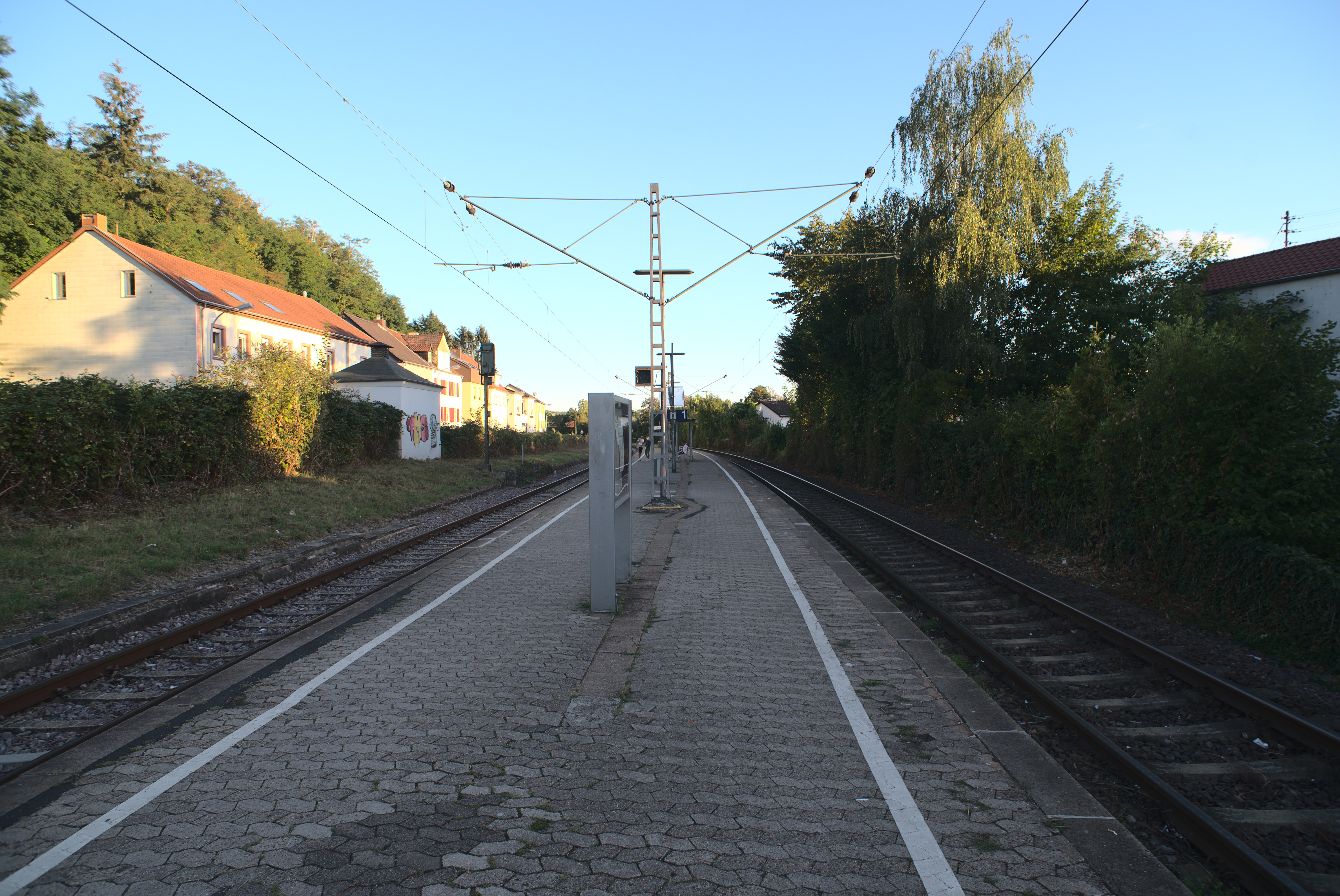
Güdingen Bahnhof駅（2020年撮影）

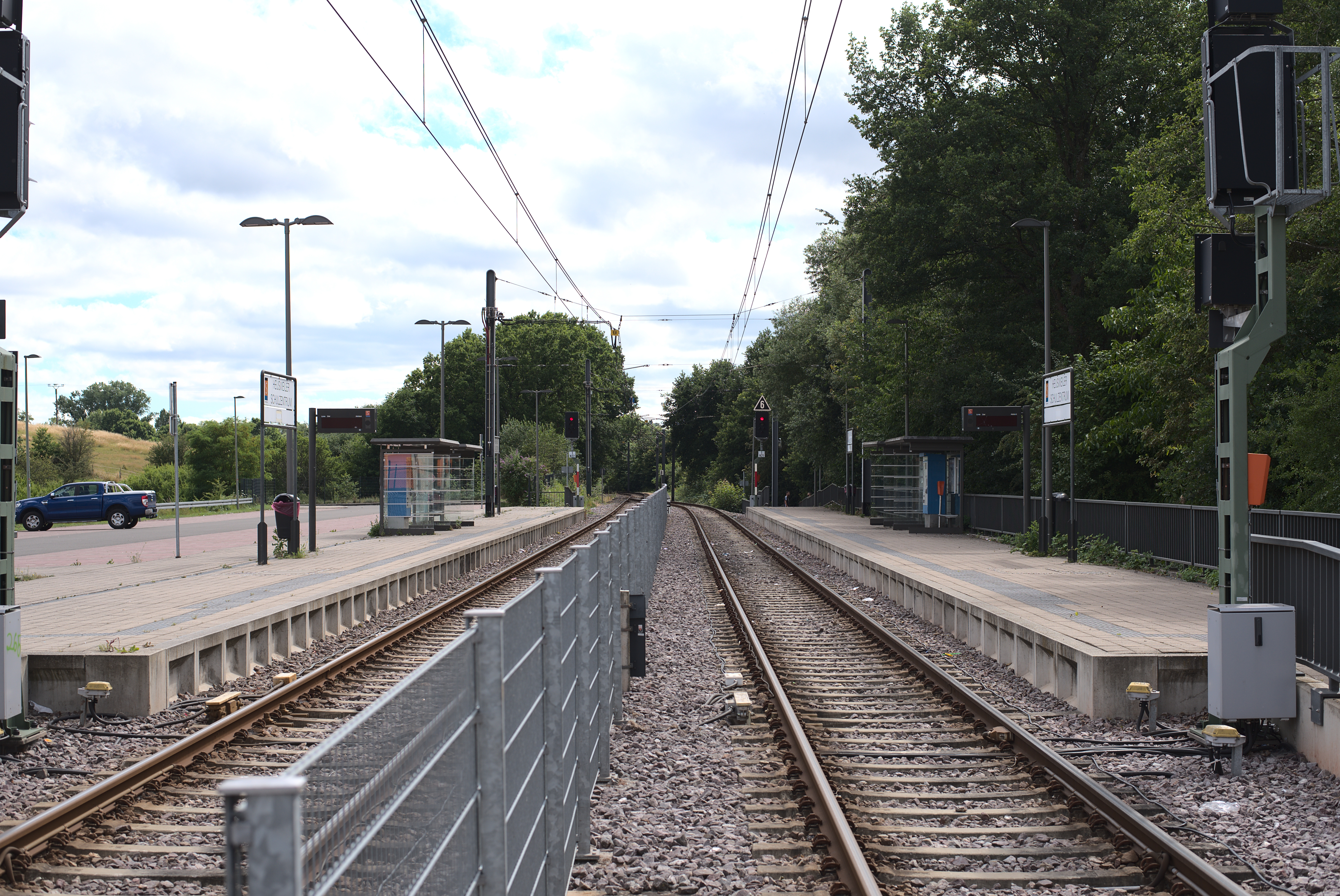
Heusweiler Schulzentrum駅（2020年撮影）

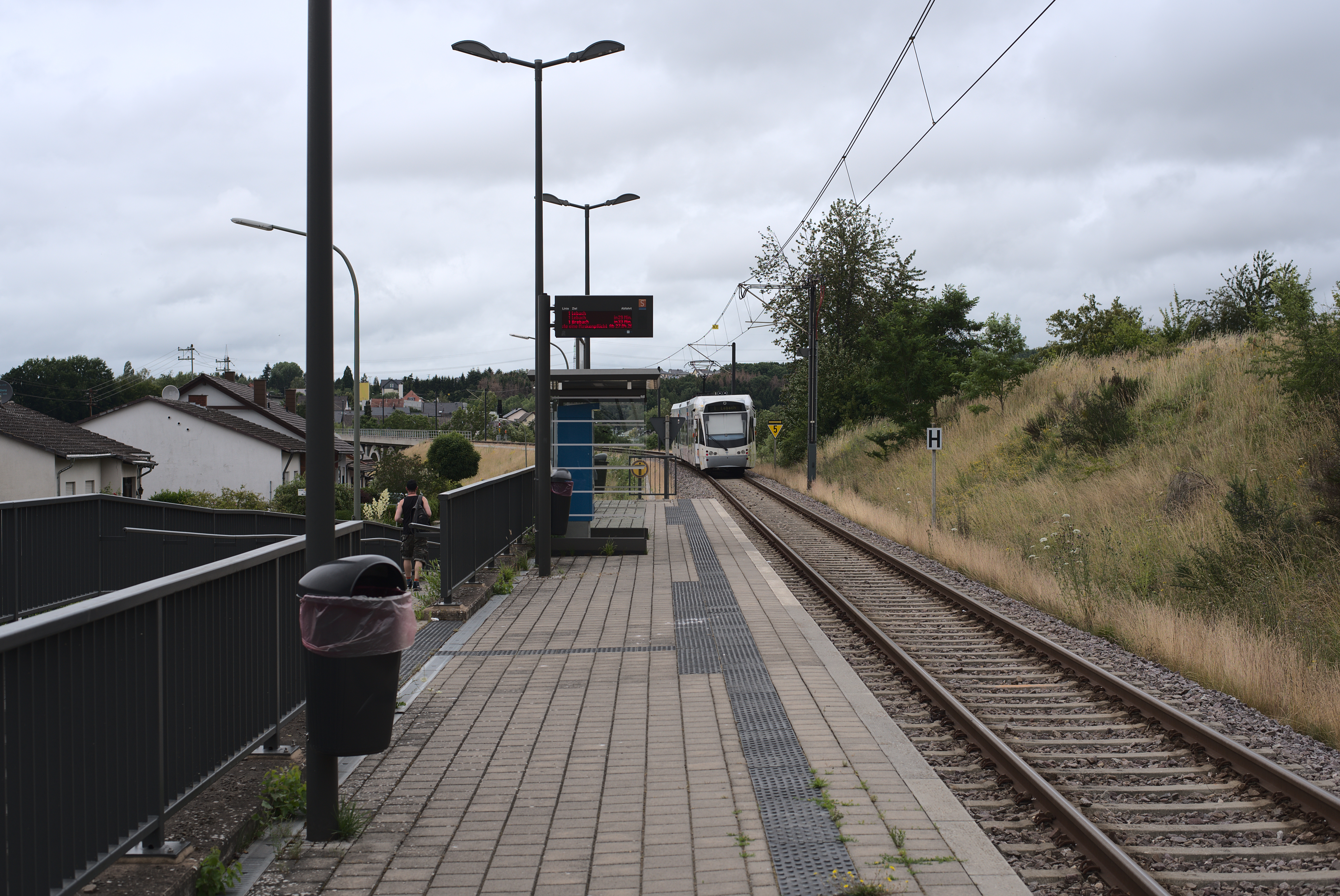
Eiweiler駅（2020年撮影）

前述のとおり、2022年現在、フランスのサルグミーヌからザールブリュッケンを経由し、レーバッハへ向かうS1号線がザールバーン有限会社が運営するトラムトレインとして運行している。そのうちレーマーカクテル（Römerkastell） - シドラーハイム（Siedlerheim）間は道路上に建設された併用軌道、それ以外は専用軌道となっている。停車駅を始めとする主要情報は以下の通りである。
| 電停名                        | 運行開始年 | 電圧               | 備考・参考 |
| ----------------------------- | ---------- | ------------------ | ---------- |
| Sarreguemines                 | 1997年     | 交流15kV 16 2/3 Hz |            |
| Hanweiler                     | 1997年     | 交流15kV 16 2/3 Hz |            |
| Auersmacher                   | 1997年     | 交流15kV 16 2/3 Hz |            |
| Kleinbittersdorf              | 1997年     | 交流15kV 16 2/3 Hz |            |
| Bübingen                      | 1997年     | 交流15kV 16 2/3 Hz |            |
| Güdingen Bahnhof              | 1997年     | 交流15kV 16 2/3 Hz |            |
| Brebach Bahnhof               | 1997年     | 交流15kV 16 2/3 Hz |            |
| Römerkastell                  | 1997年     | 直流750V           |            |
| Kieselhumes                   | 1997年     | 直流750V           |            |
| Hellwigstraße                 | 1997年     | 直流750V           |            |
| Uhlandstraße                  | 1997年     | 直流750V           |            |
| Landwehrplatz                 | 1997年     | 直流750V           |            |
| Johanneskirche                | 1997年     | 直流750V           |            |
| Kaiserstraße                  | 1997年     | 直流750V           |            |
| Hauptbahnhof                  | 1997年     | 直流750V           |            |
| Trierer Straße                | 1997年     | 直流750V           |            |
| Ludwigstraße                  | 1997年     | 直流750V           |            |
| Cottbuser Platz               | 1999年     | 直流750V           |            |
| Pariser Platz/St.Paulus       | 2000年     | 直流750V           |            |
| Rastpfuhl                     | 2000年     | 直流750V           |            |
| Siedlerheim                   | 2000年     | 直流750V           |            |
| Heinrichshaus                 | 2001年     | 直流750V           |            |
| Riegelsberg Süd               | 2001年     | 直流750V           |            |
| Wolfskaulstraße               | 2009年     | 直流750V           |            |
| Riegelsberg Rathaus           | 2009年     | 直流750V           |            |
| Riegelsberg Kirchstraße       | 2009年     | 直流750V           |            |
| Riegelsberghalle              | 2009年     | 直流750V           |            |
| Güchenbach                    | 2009年     | 直流750V           |            |
| Gisorosstraße                 | 2009年     | 直流750V           |            |
| Walpershofen/Etzenhofen       | 2009年     | 直流750V           |            |
| Walpersofen Mitte             | 2014年     | 直流750V           |            |
| Walpersofen Mühlenstraße      | 2014年     | 直流750V           |            |
| Heusweiler Schulzentrum       | 2014年     | 直流750V           |            |
| Heusweiler Markt              | 2014年     | 直流750V           |            |
| Heusweiler in der Hommersbach | 2014年     | 直流750V           |            |
| Heusweiler Kirschhof          | 2014年     | 直流750V           |            |
| Eiweiler                      | 2014年     | 直流750V           |            |
| Eiweiler Nord                 | 2014年     | 直流750V           |            |
| Landsweiler Süd               | 2014年     | 直流750V           |            |
| Landsweiler Nord              | 2014年     | 直流750V           |            |
| Lebach Süd                    | 2014年     | 直流750V           |            |
| Lebach                        | 2014年     | 直流750V           |            |
| Lebach Jabach                 | 2014年     | 直流750V           |            |

## 車両

### 現有車両

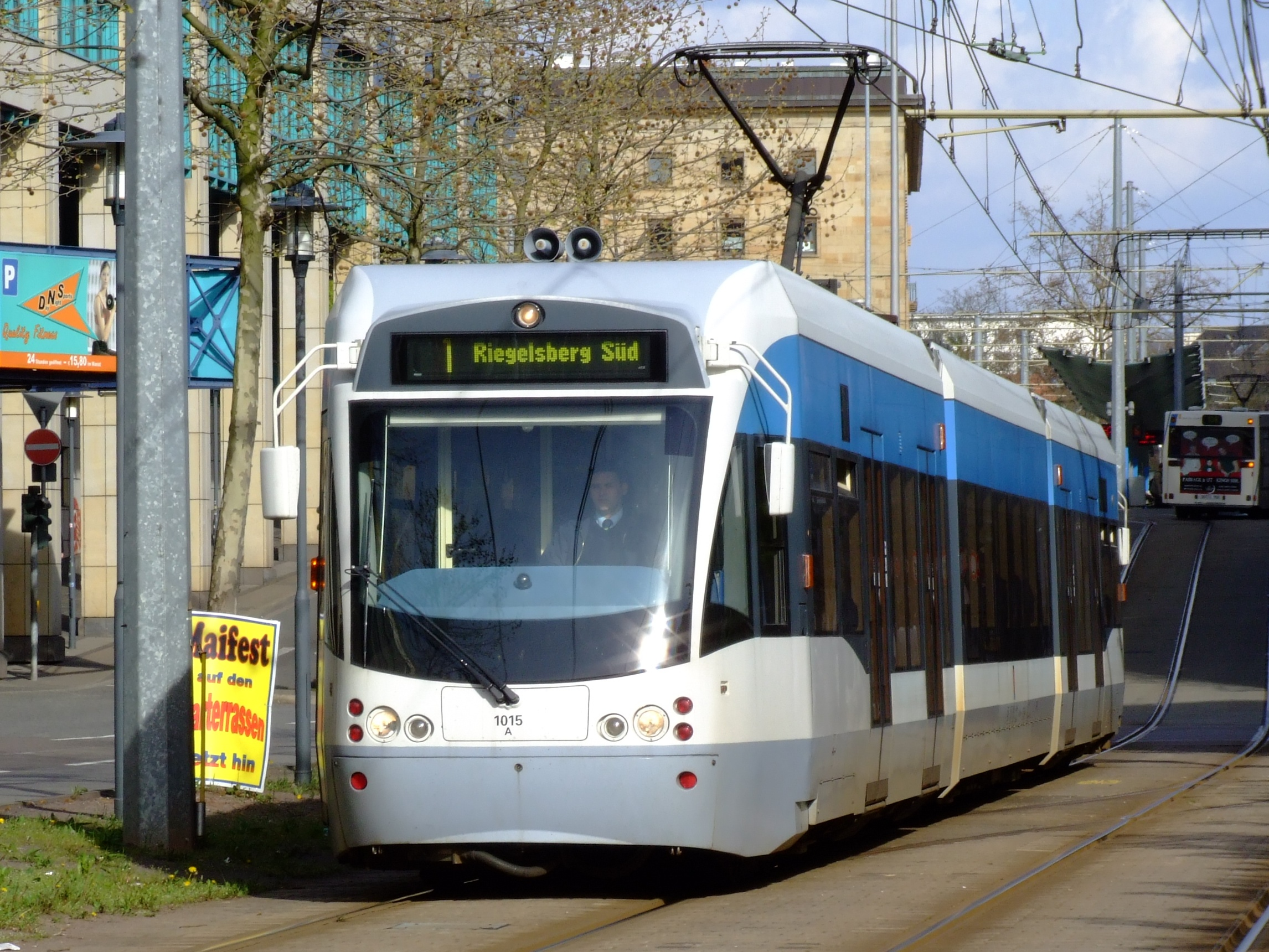
フレキシティ・リンク（2008年撮影）

2022年現在、ザールバーンで使用されているのはボンバルディア・トランスポーテーション（現：アルストム）が開発したフレキシティ・リンクである。路面電車・普通鉄道双方の規格に対応したトラムトレイン用車両としては世界で初めて低床構造を採用しており、交直流双方に対応した複電圧車両でもある。
開通時に導入された15両（1001 - 1015）に加えて2000年には増備車（1016 - 1028）が生産されており、2022年時点では28両が在籍する。

### 導入予定の車両

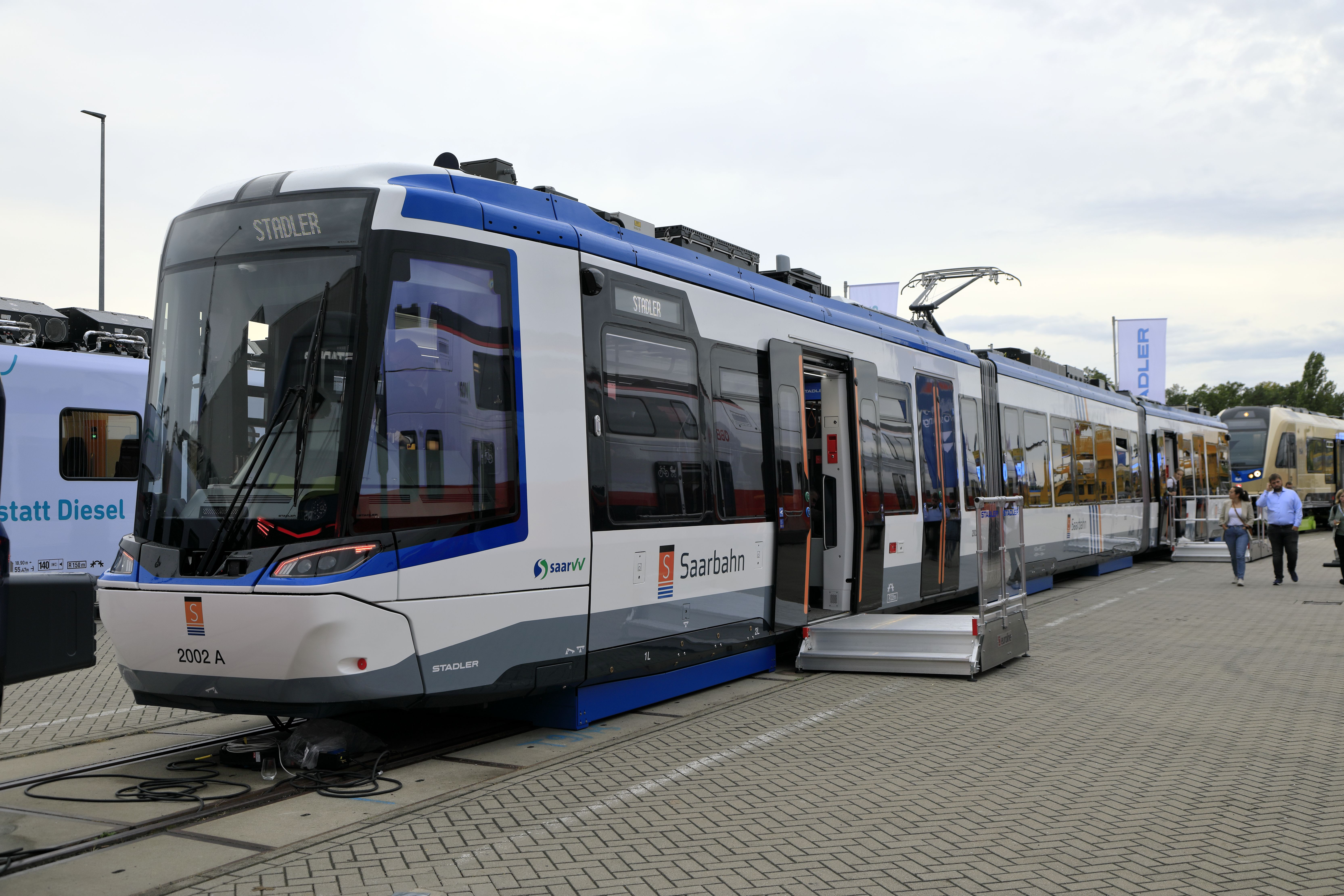
イノトランスに展示されたシティリンク（2024年撮影）

ザールバーンは導入から20年以上が経過したフレキシティ・リンクの置き換えを目的に、ドイツやオーストリアの鉄道事業者と共に新型車両の開発・発注プロジェクト「VDVトラムトレイン（VDV Tram-Train）」に参加している。その一環として、2025年以降2028年までにシュタッドラー・レールが展開するシティリンクが28両導入される事になっている他、21両の追加発注も可能な契約が結ばれている。